# Eveleth
Eveleth is een plaats (city) in de Amerikaanse staat Minnesota, en valt bestuurlijk gezien onder St. Louis County.

## Demografie
Bij de volkstelling in 2000 werd het aantal inwoners vastgesteld op 3865.
In 2006 is het aantal inwoners door het United States Census Bureau geschat op 3610, een daling van 255 (-6.6%).

## Geografie
Volgens het United States Census Bureau beslaat de plaats een oppervlakte van
16,8 km², waarvan 16,4 km² land en 0,4 km² water. Eveleth ligt op ongeveer 439 m boven zeeniveau.

## Plaatsen in de nabije omgeving
De onderstaande figuur toont nabijgelegen plaatsen in een straal van 8 km rond Eveleth.